# Giacomo Matteotti
Giacomo Matteotti  (Fratta Polesine, 22 de maio de 1885 – Roma, 10 de junho de 1924) foi um político socialista italiano.

## Vida
Depois de ter conduzido nas legislaturas anteriores uma decisiva oposição parlamentar ao fascismo, em 1924, como deputado, formulou no parlamento um discurso em que denunciava, sustentado com provas, a violência fascista que originou a falsificação dos resultados das eleições de abril de 1924. A 10 de junho desse ano foi assassinado em Roma por um comando fascista.

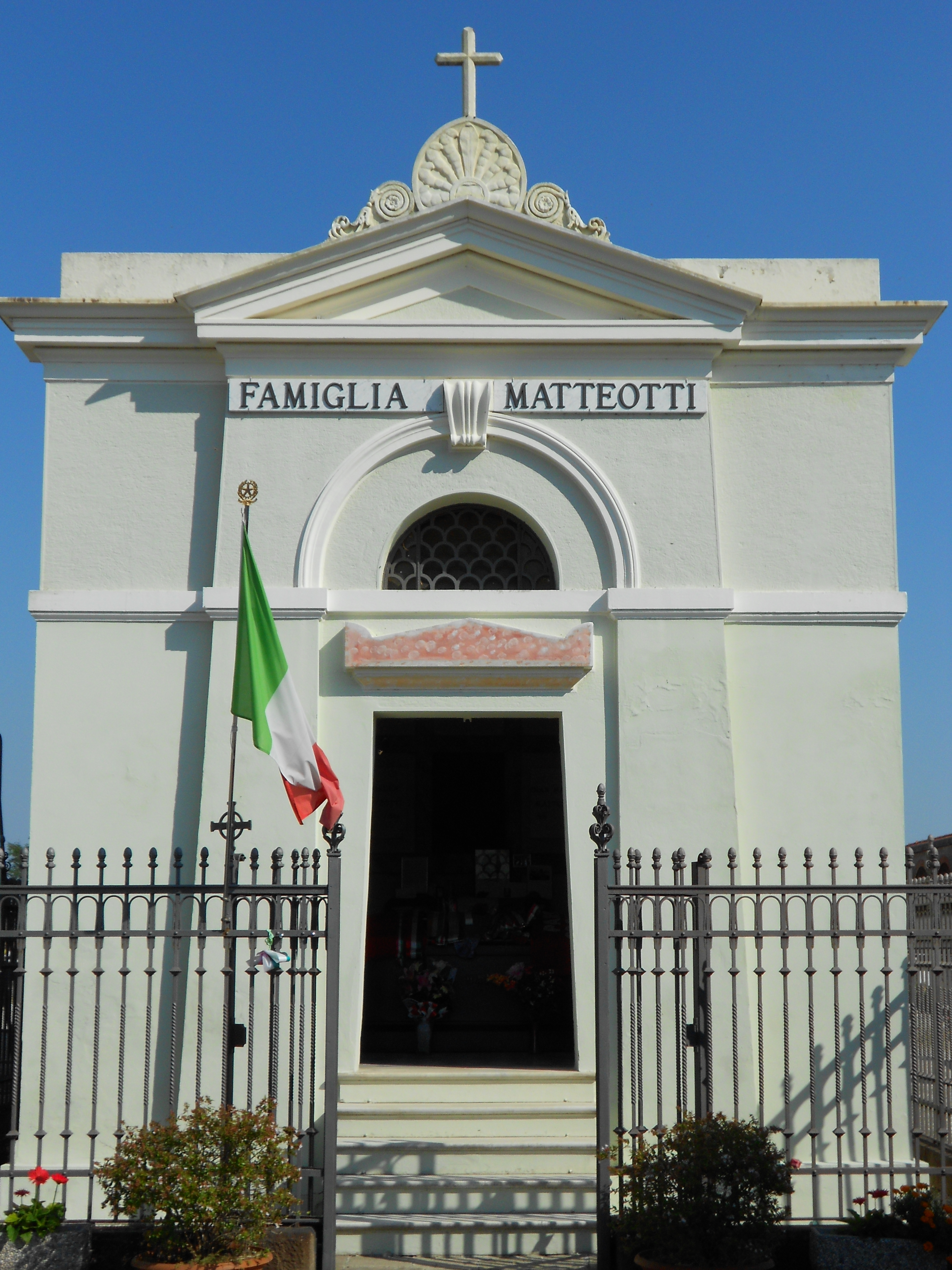
Túmulo de Giacomo Matteotti, Fratta Polesine, Rovigo

## Crime
Ele foi assassinado em 10 de junho de 1924, após a publicação de seu livro The Fascisti Exposed: A Year of Fascist Domination e dois discursos que fez na Câmara dos Deputados, denunciando o fascismo.
Durante a tentativa de sequestro, ele foi empurrado dentro de um carro e apunhalado várias vezes. Seu cadáver foi encontrado perto de Riano, a 20 quilômetros de Roma, em 16 de agosto de 1924, depois de uma extensa busca.
Cinco homens, Amerigo Dumini - um proeminente membro da polícia secreta fascista, a Ceka, Giuseppe Viola, Albino Volpi, Augusto Malacria e Amleto Poveromo, foram presos poucos dias depois do sequestro. Apenas três (Dumini, Volpi e Poveromo) foram condenados e logo depois liberados sob anistia do rei Victor Emmanuel III, um deles, Filippo Panzeri, escapou antes das prisões de seus cúmplices.
Antes do julgamento contra os assassinos, o Tribunal Superior do Senado iniciou um processo contra o general Emilio De Bono, comandante dos paramilitares fascistas Camisas negras, mas ele foi dispensado.
Após a Segunda Guerra Mundial, em 1947, o julgamento contra Francesco Giunta, Cesare Rossi, Dumini, Viola, Poveromo, Malacria, Filippelli e Panzeri foi reaberto. Dumini, Viola e Poveromo foram condenados à prisão perpétua. Neste segundo julgamento a ação penal contra Mussolini cessou porque ocorreu a morte do acusado. Contudo, de acordo com a Sentença do Tribunal de Justiça de Roma (primeira secção especial), “parece que a causalidade política, que consiste no interesse, e na verdade na necessidade, de eliminar em Matteotti o mais formidável oponente do fascismo é tão evidente que qualquer outra causalidade não pode deixar de parecer infundada".

## Obras
- La recidiva. Saggio di revisione critica con dati statistici, Milão, Fratelli Bocca, 1910.
- Un anno di dominazione fascista, Roma, Tip. italiana, 1923; rist., com ensaio de Umberto Gentiloni Silveri, introdução de W. Veltroni, Milão, Rizzoli, 2019, ISBN 978-88-171-3894-9.
  - edizione inglese: The fascisti exposed. A Year of Fascist Domination, translated by E. W. Dickes, Londra, Independent Labour Party Publication Department, 1924; rist. Howard Fertig, 1969.
  - edizione tedesca: Fascismus in Italien. Grundlagen - Aufstieg - Niedergang (con Hanns Erich Kaminski), Berlino, Verlag für Sozialwissenschaft, 1925.
  - edizione francese: Une année de domination fasciste, Bruxelles, Maison nationale d'edition, 1924.
- Il fascismo della prima ora. Pagine estratte dal "Popolo d'Italia", Roma, Tipografica italiana, 1924.
- Reliquie, Milão, Corbaccio, 1924.
- Contro il fascismo, Milão-Roma, Avanti!, 1954; Prefazione di Sergio Luzzatto, Milão, Garzanti, 2019, ISBN 978-88-116-0484-6.
- Discorsi parlamentari, 3 voll., Roma, Stabilimenti tipografici Carlo Colombo, 1970.
- Scritti e discorsi, Milão, Aldo Garzanti, 1974.
- Scritti e discorsi, Venezia, Marsilio, 1981.
- Scritti sul fascismo, editado por Stefano Caretti, Pisa, Nistri-Lischi, 1983, ISBN 978-88-838-1208-8.
- Giacomo Matteotti 1885-1985. Riformismo e antifascismo. Scritti e discorsi, testimonianze, contributi, Roma, Ediesse, 1985.
- Lettere a Velia, editado por S. Caretti, Pisa, Nistri-Lischi, 1986, ISBN 978-88-838-1209-5.
- Sulla scuola, editado por S. Caretti, Pisa, Nistri-Lischi, 1990, ISBN 978-88-838-1210-1.
- Sul riformismo, editado por S. Caretti, Pisa, Nistri-Lischi, 1992, ISBN 978-88-838-1211-8.
- Lettere a Giacomo, editado por S. Caretti, Pisa, Nistri-Lischi, 2000, ISBN 88-8381-384-7.
- Scritti giuridici, 2 voll., editado por S. Caretti, Pisa, Nistri-Lischi, 2003, ISBN 88-8381-425-8.
- La questione tributaria, editado por S. Caretti, Manduria, P. Lacaita, 2006, ISBN 88-89506-27-X.
- Scritti economici e finanziari, editado por S. Caretti, 2 voll., Pisa, PLUS, 2009, ISBN 978-88-8492-609-8.
- L'avvento del fascismo, editado por S. Caretti, Premessa di Alessandro Roncaglia, Pisa, PLUS, 2011, ISBN 978-88-8492-781-1.
- Epistolario: 1904-1924, editado por S. Caretti, Pisa, PLUS, 2012, ISBN 978-88-8492-850-4.
- Socialismo e guerra, editado por S. Caretti, Premessa di Ennio Di Nolfo, Pisa, Pisa University Press, 2013, ISBN 978-88-6741-083-5.
- Scritti e discorsi vari, editado por S. Caretti, Premessa di Gianpasquale Santomassimo, Pisa, Pisa University Press, 2014, ISBN 978-88-6741-301-0.
- La lotta semplice, Roma, Edizioni di Comunità, 2019, ISBN 978-88-320-0528-8.
- Il fascismo tra demagogia e consenso. Scritti 1922-1924, editado por Mirko Grasso, Collana Saggi, Roma, Donzelli, 2020, ISBN 978-88-552-2104-7.